# ねじ切りダイス

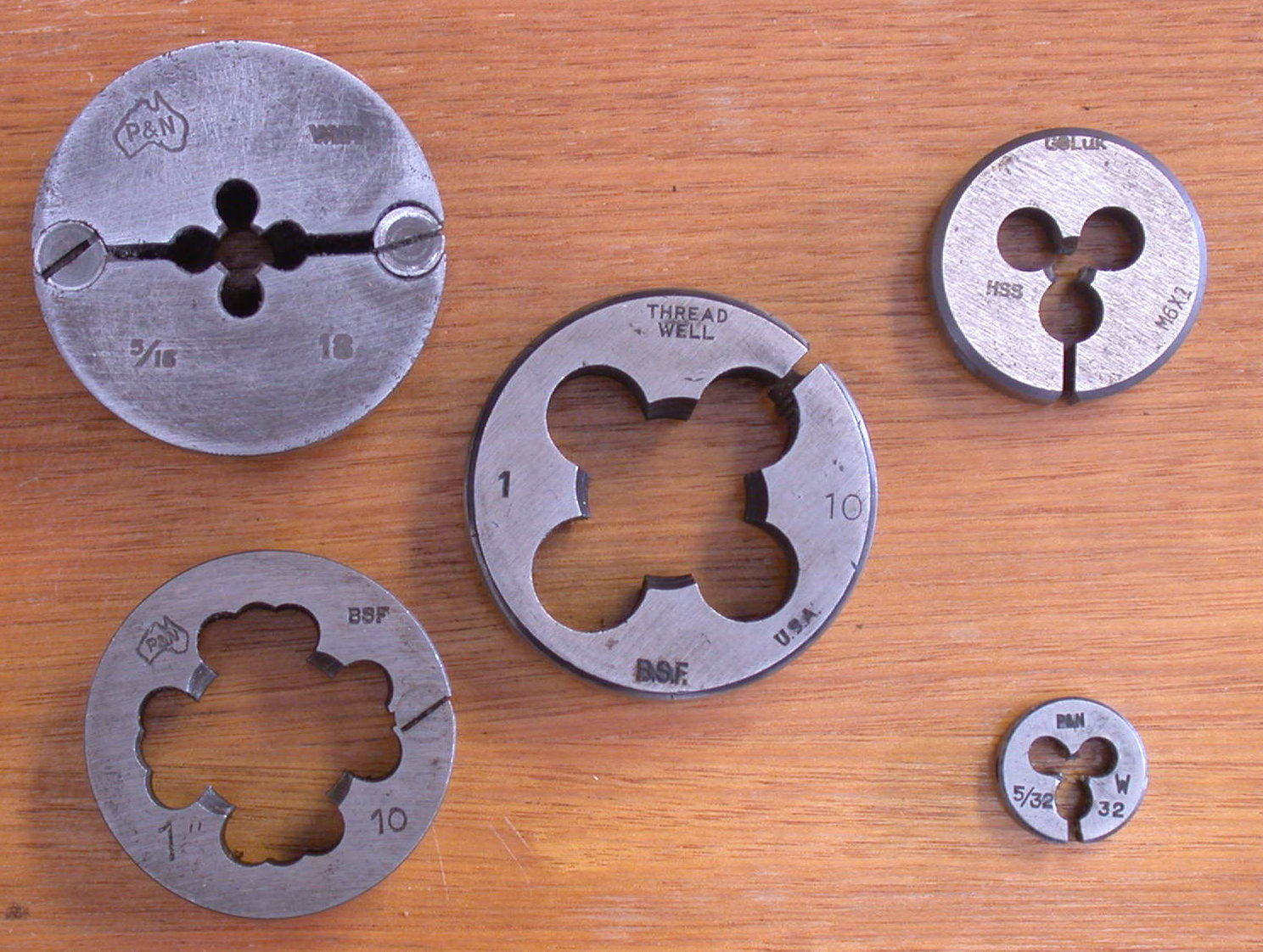
ダイス

ねじ切りダイス（ねじきりダイス）とは、円筒形の棒や管に雄ねじを切る道具である。ダイスを回転させるためダイスハンドルが使われる。ダイスには内径を微調整する止めネジがある。タップに比べて正しい角度でねじを切ることが難しいため、削る棒の先端をあらかじめ面取りしておく。また、潰れたネジ山を修復するのにも用いる。
ダイスと同様の加工は旋盤を使って行うこともできる。一般的なネジを作る場合は旋盤や転造の方が効率がいいのでダイスはあまり使われないが、旋盤で作れないような小さなネジや特殊な形のネジを作る場合はダイスが使われる。

## 種類
アジャスタブルダイス
ダイスのすり割り部分に調整ねじがついている。その調整ねじでねじ径を僅かに拡大したり縮小したりできる。
ソリッドダイス
アジャスタブルとは逆に、すり割りがなくねじ径の調整ができない。寸法調整が不要で段取りも簡単、重切削にも耐えられる。
スパイラルダイス
切り屑穴が斜めになっているので、切れ味が良く切り屑が排出されやすい。
スパイラルポイントダイス

管用ダイス

スプリットダイス
２分割されたダイスを根元や中間にあてがってスプリングやゴムで締め、雄ねじの先端部等を修正するもの。取り外しが困難な箇所にあるボルトの修正に用いられるケースが多い。